# Adalbert Gregor
Adalbert Aloys Gregor (* 23. April 1878 in Czernowitz; † 1971) war ein deutscher Psychiater.

## Leben
Gregor studierte Medizin in Innsbruck und Wien. Ab 1905 als Assistenzarzt an der Nervenklinik der Universität Leipzig befasste er sich mit experimental-psychologischen Untersuchungen. Er habilitierte sich 1908 mit einer Arbeit über die Psychopathologie des Gedächtnisses. 1913 ging er als Oberarzt an die Heil- und Pflegeanstalt Dösen bei Leipzig und arbeitete bald in der Beobachtungsanstalt des benachbarten Kinderheimes Kleinmeusdorf. Nach 1918 gründete er mehrere Elternberatungsstellen, unter anderem in Leipzig, in Karlsruhe, in Pforzheim, in Offenburg und in Bruchsal. 1922 wurde er als Leiter an die badische Fürsorgeerziehungsanstalt Schloss Flehingen berufen. Als solcher oblag ihm die psychiatrische Beratung der staatlichen und caritativen Erziehungsheime des Landes Baden. 
In den 1920er Jahren verfocht er eugenische Positionen in der Fürsorgeerziehung. Er meinte, Verwahrlosung sei „vorwiegend endogen“, also anlagebedingt, und sprach von „der erblichen Übertragung der minderwertigen Charakterartung.“ Bei „moralisch indifferenten“ Zöglingen empfahl er die Sterilisierung. „Erziehungsunfähige“ sollten seiner Meinung nach aus der Fürsorgeerziehung ausgeschieden und in Verwahranstalten eingewiesen werden, um eine „Schädigung des Volkskörpers“ zu vermeiden. 1926 erlitt er durch ein Attentat eines ehemaligen Zöglings schwere Verletzungen.
1930 wurde er in den Vorstand des Allgemeinen Fürsorgeerziehungstags gewählt. 1932 wurde er Medizinalreferent für Jugendwohlfahrt beim badischen Justizministerium, wobei er unter anderem als psychiatrischer Berater der staatlichen und caritativen Erziehungsheime des Landes Baden tätig war, doch verlor er sein Amt 1933 aus politischen Gründen. 1934 wurde er infolge organisatorischer Veränderungen im Ministerium Arzt der Karlsruher Gefängnisse und befasste sich fortan hauptsächlich mit kriminalbiologischen Forschungen. Ab 1938 leitete er die kriminalbiologische Untersuchungsstelle (Beobachtungsstation) des Jugendgefängnis Heilbronn. Nach dem Zweiten Weltkrieg war er bis zu seiner Pensionierung 1948 Direktor der Heil- und Pflegeanstalt Wiesloch. Noch im Jahr 1961 wurde er in der Zeitschrift Unsere Jugend als „ein Wegbereiter der Jugendpsychiatrie“ gewürdigt.

## Schriften (Auswahl)
- Leitfaden der experimentellen Psychopathologie: Vorlesungen, gehalten an der Universität Leipzig. Karger, Berlin 1910.
- Lehrbuch der psychiatrischen Diagnostik. Karger, Berlin 1914.
- Rassenhygiene und Jugendfürsorge. In: Archiv für Rassen- und Gesellschaftsbiologie. 13. Band. (1921) S. 37–55.
- Johann Christian Reil, 1759-1813., und Johann Christian August Heinroth, 1773-1843. in: Deutsche Irrenärzte. Einzelbilder ihres Lebens und Wirkens. Springer,  Berlin 1921.
- (mit Else Voigtländer): Charakterstudie verwahrloster Kinder und Jugendlicher. Barth, Leipzig 1922.
- überarbeitete: Ludwig Scholz: Anomale Kinder. Karger, Berlin 1922 (3. umgearb. Aufl.)
- Mitwirkung der Psychiatrie in der Fürsorgeerziehung. In: Zeitschrift für Kinderforschung. 28. Jg. (1923) S. 273–279.
- Probleme und Aufgaben in der Fürsorgeerziehung. In: Zeitschrift für Kinderforschung. 29. Jg. (1924) S. 404–415.
- Leitfaden der Fürsorgeerziehung. Mit Beiträgen von Dr. Else Voigtländer. Karger, Berlin 1924.
- Psychologie und Sozialpädagogik schwererziehbarer Fürsorgezöglinge. In: Zeitschrift für Kinderforschung. 30. Jg. (1925) S. 315–350.
- Zur Frage der Entweichung von Anstaltszöglingen. In: Zentralblatt für Jugendrecht und Jugendwohlfahrt, 20. Jg. (1928) S. 315–319.
- Rückfällige Anstaltszöglinge. In: Zentralblatt für Jugendrecht und Jugendwohlfahrt, 20. Jg. (1928) S. 320–322.
- Über die Sterilisierung minderwertiger Fürsorgezöglinge. In: Rüdin, Ernst (Hrsg.): Erblehre und Rassenhygiene im völkischen Staat. München 1934. S. 175–183.
- Ergebnisse der Untersuchung von Fürsorgezöglingen zwecks Sterilisierung. In: Zeitschrift für psychische Hygiene. 7. Band. (1934) H. 2, S. 33–40.
- Das fortlaufende Rechnen nach Kraepelin. Urban u. Schwarzenberg, Berlin 1935.
- Verwahrlosung und Vererbung. In: Handbuch der Erbbiologie des Menschen. Zweiter Teil: Erbpsychiatrie. Springer, Berlin 1939.
- (mit Albert Zink): Soziale Eingliederung und Prognose aus dem Jugendgefängnis Entlassener. In: Blätter für Gefängniskunde, 72. Bd. (1941/42), S. 241–290.
- Psychiatrie und Jugendfürsorge. In: Unsere Jugend. 13. Jg. (1961) S. 115–119.